# Vesuvio Cafe
 (mars 2016).
Si vous disposez d'ouvrages ou d'articles de référence ou si vous connaissez des sites web de qualité traitant du thème abordé ici, merci de compléter l'article en donnant les références utiles à sa vérifiabilité et en les liant à la section « Notes et références ».

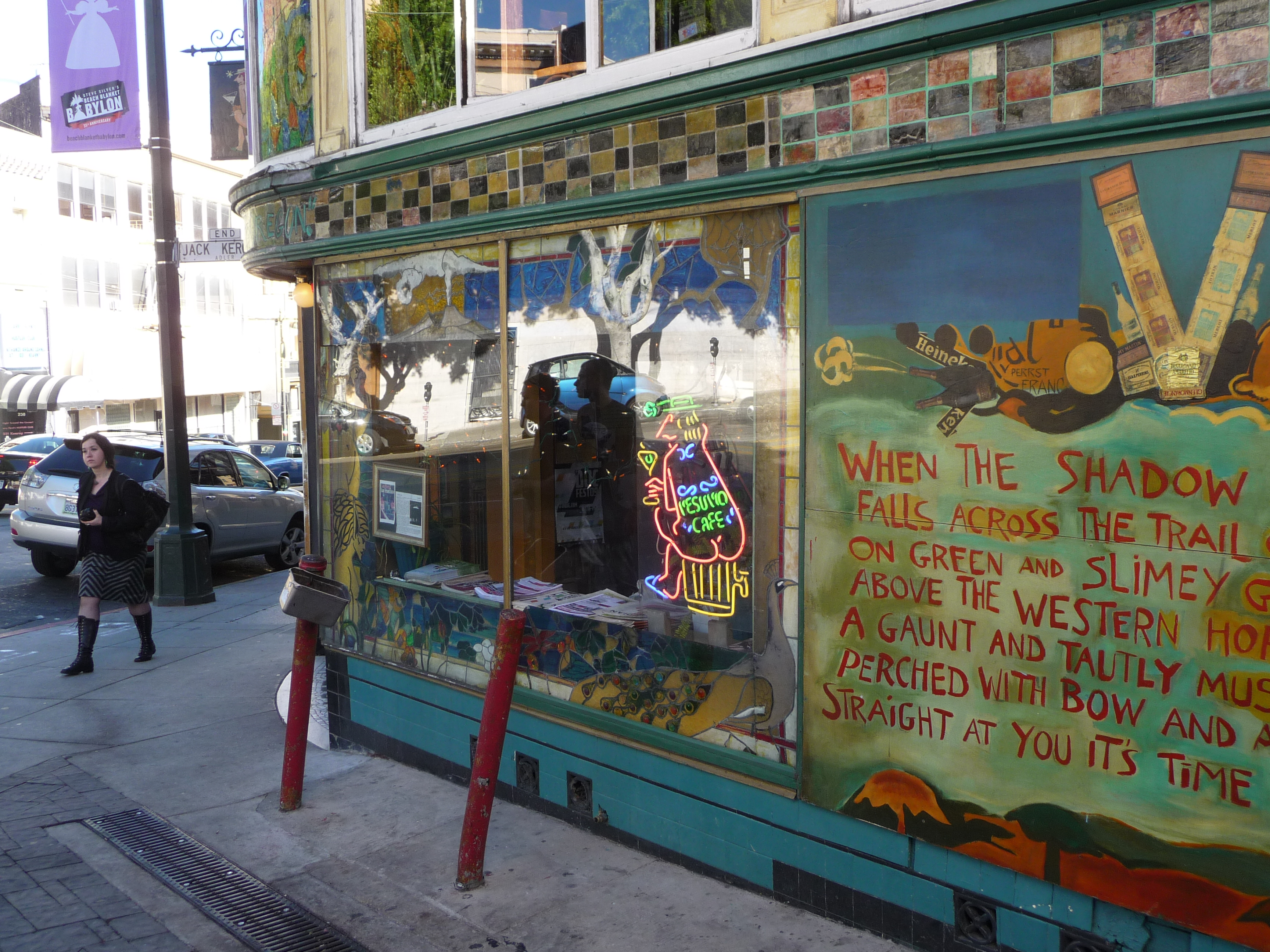
Peinture murale et entrée du Vesuvio Cafe à North Beach, San Francisco.

Le Vesuvio cafe est un bar historique de North Beach, à San Francisco, en Californie. Il est situé au numéro 255 Columbus Avenue, juste en face de la librairie City Lights Bookstore. Le bâtiment a été conçu par l'architecte italien Italo Zanolini et terminé en 1916.
Le bar a été fondé en 1948 par le Suisse Henri Lenoir, et ce pourquoi il nous intéresse c'est qu'il a été fréquenté par un certain nombre de célébrités de la Beat Generation dont Jack Kerouac, Allen Ginsberg, Lawrence Ferlinghetti, et Neal Cassady, ainsi que d'autres personnalités culturelles notables tels que Dylan Thomas, Bob Dylan, Rodger Jacobs (en) et Francis Ford Coppola.
Dans les années 1970, le bar a été vendu par Lenoir à Ron Fein qui est mort en 1985 ; aujourd'hui il est toujours exploité par la famille Fein avec Janet Clyde, Christopher Clyde et Leo Riegler.
L'allée commune avec City Lights était appelée à l'origine "Adler", puis elle a été rebaptisée "Jack Kerouac Alley" en 1988. Depuis sa rénovation en 2007 elle a été transformée en zone piétonnière.